# Radtkeite
La radtkeite è un minerale. La denominazione è un omaggio al geologo statunitense Arthur Sears Radtke.